# Gobrya syrphoides
Gobrya syrphoides är en tvåvingeart som först beskrevs av Friedrich Georg Hendel 1913.  Gobrya syrphoides ingår i släktet Gobrya och familjen Gobryidae.
Artens utbredningsområde är Taiwan. Inga underarter finns listade i Catalogue of Life.